# Heiligegeiststraße 29 (Quedlinburg)

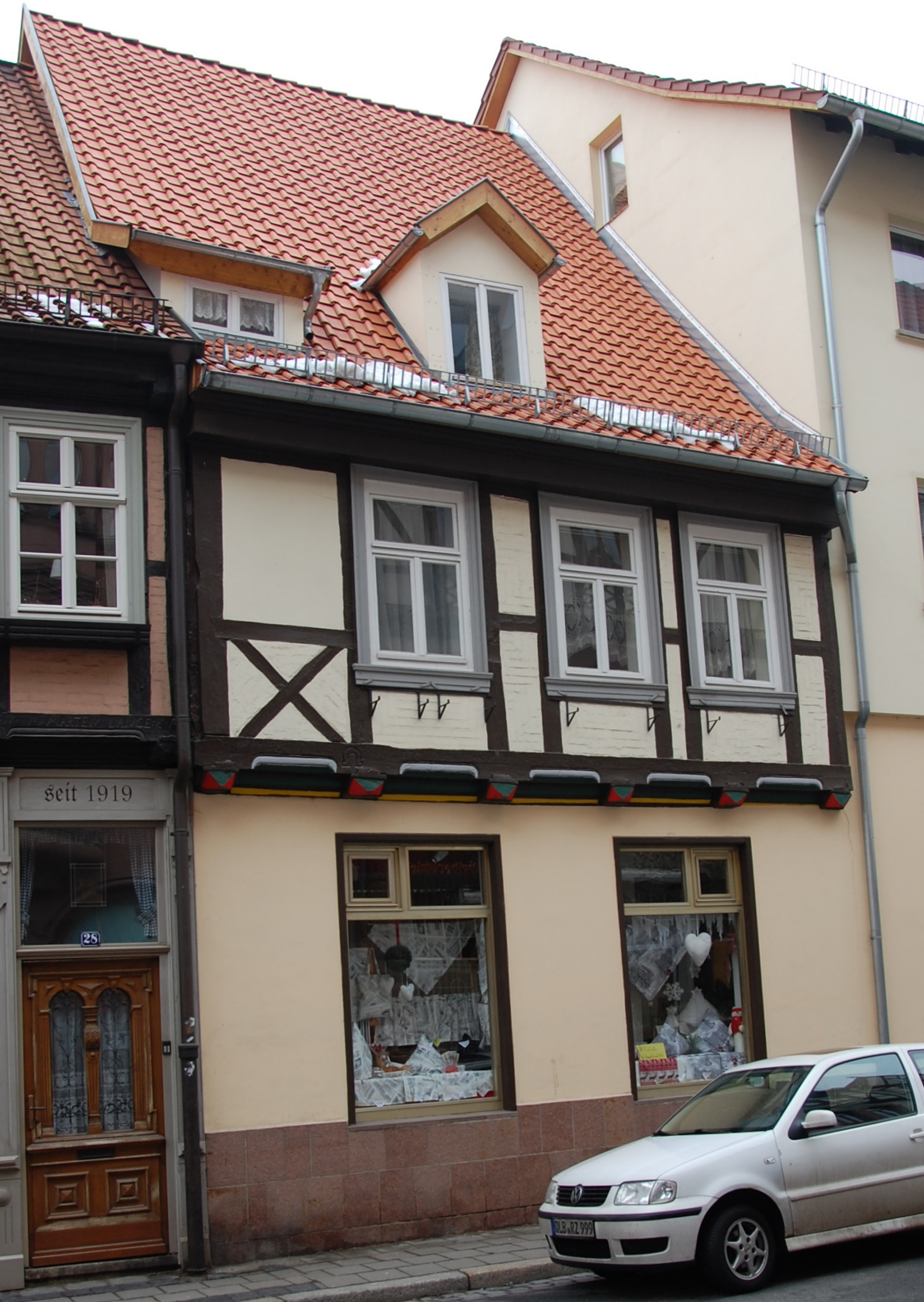
Haus Heiligegeiststraße 29

Das Haus Heiligegeiststraße 29 ist ein denkmalgeschütztes Gebäude in der Stadt Quedlinburg in Sachsen-Anhalt.

## Lage
Es liegt südlich der historischen Quedlinburger Altstadt auf der Südseite der Heiligegeiststraße. Im Quedlinburger Denkmalverzeichnis ist es als Wohnhaus eingetragen. Östlich grenzt das gleichfalls denkmalgeschützte Haus Heiligegeiststraße 28 an.

## Architektur und Geschichte
Das kleine zweigeschossige Fachwerkhaus entstand im Jahr 1677 durch den Zimmermeister Peter Dünnehaupt. Auf ihn verweist die am Gebäude befindliche, mit gekreuzten Beilen versehene Inschrift P D H. Bauherr soll wie beim Nachbarhaus Heiligegeiststraße 28 der Schmiedemeister Heinrich Renne gewesen sein. An der Fachwerkfassade finden sich Pyramidenbalkenköpfe, flache Schiffskehlen, profilierte Füllhölzer und Andreaskreuze. In der Zeit um 1780 erfolgte ein Umbau. Hierbei wurden größere Fenster eingefügt sowie Gefache mit Zierausmauerungen versehen. Das Erdgeschoss wurde erneuert.